# 红库尔淖日
红库尔淖日是位于中国内蒙古自治区呼伦贝尔市陈巴尔虎旗完工镇的一个湖泊，靠近赫尔洪得火车站。其位置约在东经118°29′，北纬49°10′。湖面海拔620米，面积达1平方公里。该湖的主要沉积物为石盐和芒硝。红库尔淖日在蒙古语中的意思是低洼地湖。